# Bernard (prénom)
Cette page présente le prénom Bernard ainsi que ses variantes.
Pour les articles homonymes, voir Bernard.
Bernard est un prénom français

## Sens et origine
L'anthroponyme Bernard est un nom composé basé sur les termes proto-germaniques *berô (« ours ») et *harduz (« fort »)

## Variantes linguistiques et dérivés
- allemand : Bernhardt, Bernhard, Bernt, Berndt, Bernart
- anglais : Bernard, Bernie (diminutif)
- basque : Beñat, Bernat
- breton : Bernez
- espagnol : Bernardo, Bernardino
- espéranto : Bernardo
- français :
  - au masculin : Bernardin , Bernardino, Bernardo, Bernie,
  - au féminin : Bernadette , Bernadine, Bernarde, Bernardette et Bernardine[1].
- hébreu : ברנאר
- hongrois : Bernát
- italien : Bernardo
- poitevin : Brnard
- polonais : Bernard
- portugais : Bernadete, Bernado, Bernada

## Saints patrons
- Saint Bernard , plusieurs saints du christianisme.

## Personnalités portant ce prénom

### Princes
- Bernard d'Italie, fils de Pépin d'Italie, petit-fils de Charlemagne, roi d'Italie ;
- Bernard de Septimanie (IXe siècle), duc de Septimanie ;
- Bernard de Saxe-Weimar, duc de Saxe-Weimar.

### Nom de personnages médiévaux
- Bernard, comte carolingien, fils de Charles Martel ;
- Bernard de Ventadour, troubadour.
- Bernard, évêque de Clermont (938-940) ;
- Bernard, évêque de Genève (899) ;
- Bernard, écolâtre d'Angers (première moitié du XIe siècle) ;
- Bernard Ier, évêque de Genève (entre 1020 et 1030) ;
- Bernard (-1148), évêque de St David's au pays de Galles
- Bernard, cardinal né en 1146 ;
- Bernard, cardinal français né en 1151 ;
- Bernard Chabert, évêque de Genève (1205-1213) ;
- Bernard de Chignin (mort en 1222), évêque de Tarentaise (1211-1222) ;
- Bernard de Verdun, frère franciscain de la seconde moitié du XIIIe siècle ;
- Bernard de Saint-Étienne, évêque d'Uzès (1371-1374) ;

## Personnalités portant ce prénom comme pseudonyme
- Bernard, pseudonyme de Claude Wolf, acteur, chanteur, dramaturge, directeur de théâtre français né en 1785 ;
- Bernard, prénom et pseudonyme de Bernard Anicio Caldeira Duarte, footballeur brésilien.